# Воеводин, Дмитрий Тимофеевич
Дмитрий Тимофеевич Воеводин (1902—1944) — красноармеец Рабоче-крестьянской Красной Армии, участник Великой Отечественной войны, Герой Советского Союза (1944).

## Биография
Родился 25 мая 1902 года в деревне Булгаково в крестьянской семье. Получил начальное образование, затем работал в колхозе, а перед войной — на Сынтульском литейно-механическом заводе «Коммунистическая заря» плотником. Проживал в посёлке Сынтул. В июле 1941 года был призван на службу в Рабоче-крестьянскую Красную Армию. Прошёл краткосрочную подготовку и был направлен в сапёрный батальон. Принимал участие в боях на Брянском, Воронежском, 1-м Украинском фронтах. К началу 1943 года красноармеец Дмитрий Воеводин был сапёром 180-го отдельного сапёрного батальона 167-й стрелковой дивизии 38-й армии 1-го Украинского фронта. Отличился во время битвы за Днепр и освобождения Киева.
В ходе форсирования Днепра принимал активное участие в строительстве мостов и переправ через реку. 5 ноября 1943 года, несмотря на вражеский огонь, в составе сапёрной группы проделал два прохода в минных заграждениях противника, что обеспечило продвижение советских частей к окраине Киева. Участвовал в разминировании Киева после его освобождения. Позднее также участвовал в разминировании минных полей на подступах к Фастову.
Указом Президиума Верховного Совета СССР «О присвоении звания Героя Советского Союза генералам, офицерскому, сержантскому и рядовому составу Красной Армии» от 10 января 1944 года за «образцовое выполнение боевых заданий командования на фронте борьбы с немецко-фашистскими захватчиками и проявленные при этом отвагу и геройство» был удостоен высокого звания Героя Советского Союза с вручением ордена Ленина и медали «Золотая Звезда».
Награды вручены ему не были, так как в январе 1944 года он получил тяжёлые ранения в левую ногу и предплечье и был отправлен в госпиталь, где умер 14 февраля 1944 года. Похоронен на воинском кладбище Белой Церкви.
Также был награждён орденом Ленина.

## Память
- В посёлке Сынтул установлен бюст Воеводина.
- В честь него названы улицы в Касимове и Белой Церкви[2].
- В деревне Булгаково на доме, где жил Д. Т. Воеводин, установлена мемориальная доска.
- Сооружена памятная стела на въезде в п. Сынтул.
- В г. Касимов на стеле Героев установлена памятная доска с барельефом Д. Т. Воеводина.